# Sibú
Sibú (Sibo, Sib'ö, Cibu), Sibu je kulturni heroj plemena Bribri i Cabécar iz Kostarike. On je i dobroćudni polubog koji stvara Zemlju, prilagođava je za ljudsku upotrebu i podučava ljude umijeću civilizacije.